# Elefantsnabelväxter
Elefantsnabelväxter eller martyniaväxter (Martyniaceae) är en familj med trikolpater som omfattar ungefär 16 arter i fem släkten. De förekommer i tropiska och subtropiska Amerika. Familjen innehåller örter. 